# Формално образовање
Под термином формално образовање се углавном сматра образовни систем, организован и управљан од стране државе/државних институција, без обзира да ли је држава оснивач или су оснивачи приватна лица.

## Институције формалног образовања
Последњих година у Србији и приватне високошколске установе добијају акредитацију од стране 
Министарства просвете, и самим тим постају део институција формалног образовања. 
У институције формалног образовања се убрајају 
- предшколске установе,
- основношколске установе,
- средњошколске установе,
- установе вишег и високог образовања,
- установе чија је организација, надзор сваке врсте, планирање и развој у надлежности министарства.